# Sbor (Církev československá husitská)
Sbor v Církvi československé husitské (CČSH) znamená konkrétní budovu (kostel, modlitebnu atp.), kde se schází věřící dané náboženské obce, někdy i celý areál (modlitebna + fara + sál + kancelář).
Například: "Sbor CČSH v Praze 9 – Hloubětíně" je modlitebna této náboženské obce, "Husův sbor" je častý název pro kostel CČSH (např. Husův sbor na Vinohradech).
Pojem sbor v kontextu Církve československé husitské neoznačuje "shromáždění lidí" (jako třeba u baptistů), i když to tak může v češtině působit. V CČSH je to institucionalizovaný pojem pro budovu nebo sakrální objekt.